# نادية سيف النصر
نادية سيف النصر (6 يوليو 1932 - 27 فبراير 1974)، ممثلة مصرية.

## عن حياتها
ولدت في القاهرة لم تستكمل تعليمها العالي ظهرت في عدد قليل من الأفلام عملت في فرقة الريحاني وفرقة الفنانين المتحدين كما عملت في أوبريت «وداد الغازية» ومن مسرحياتها «عريس في اجازة» وفي التليفزيون عملت في حلقات «العبقري» و«الزير سالم»، تزوجت من الممثل يوسف فخر الدين توفيت في حادث سيارة ببيروت مما أصاب زوجها بحالة من الاكتئاب فابتعد عن الفن وقرر السفر خارج البلاد واستقر في اليونان.

## أعمالها

### من الأفلام
- هو والنساء.
- الليالي الطويلة.
- 3 نساء - القصة الأولى.
- حكاية 3 بنات.
- المساجين الثلاثة.
- روعة الحب.
- 7 أيام في الجنة.
- عائلات محترمة.
- غروب وشروق.
- أرملة ليلة الزفاف.

### من المسرحيات
- الزير سالم.

### من المسلسلات
- العبقري.

## روابط خارجية
- نادية سيف النصر على موقع الدهليز
- نادية سيف النصر على موقع قاعدة بيانات الأفلام العربية